# Флаг Путятинского района
Флаг «муниципального образования — Путя́тинский муниципальный район Рязанской области» Российской Федерации — опознавательно-правовой знак, составленный и употребляемый в соответствии с российскими и международными вексиллологическими (флаговедческими) правилами, служащий символом муниципального образования — Путятинский муниципальный район, единства его территории, населения, прав и самоуправления.
Флаг Путятинского муниципального района является наряду с основным муниципальным символом — гербом Путятинского муниципального района официальным символом муниципального образования — Путятинский муниципальный район.
Целями учреждения и использования флага Путятинского муниципального района являются: создание зримого символа целостности территории района, единства и взаимодействия населяющих его граждан, территориальной и исторической преемственности; воспитание гражданственности, патриотизма, уважения к исторической памяти, национальным, культурным и духовным традициям жителей района.
Флаг утверждён 19 февраля 2007 года.

## Описание
Описание флага, утверждённое 19 февраля 2007 года, гласило:

Флаг Путятинского муниципального района представляет собой прямоугольное полотнище лазоревого (синего, голубого) цвета, в центре которого изображён герб Путятинского муниципального района. Отношение ширины флага к его длине равно 2:3. Высота герба составляет примерно 3/4 ширины полотнища.

Геральдическое описание герба гласит: «В лазоревом (синем, голубом) поле золотой щиток, из-за которого во главе возникают три колоса этого же цвета; щиток обременён обращённой вправо зелёной с чёрной опушкой, старинной княжеской шапкой над двумя чёрными, с зелёной листвой дубовыми ветвями накрест; за щитком положены накрест чёрные, украшенные золотом, ножны и серебряный опрокинутый меч».
Описание флага, утверждённое 26 августа 2013 года, гласит:

Прямоугольное полотнище синего цвета с отношением ширины к длине 2:3, в центре которого изображена композиция фигур из герба муниципального образования: жёлтый щиток, на котором — старинная зелёная княжеская шапка с чёрной опушкой, обращённая к древку, над двумя чёрными, с зелёной листвой дубовыми ветвями накрест; над щитком возникают три жёлтых хлебных колоса, а за щитком положены накрест чёрные, с жёлтыми украшениями ножны и белый опрокинутый меч.

## Обоснование символики
Синий цвет (лазурь) — символ красоты, мягкости и величия.
Жёлтый цвет (золото) — символ богатства, великодушия и справедливости.
Зелёная княжеская шапка символизирует территориальную принадлежность района к Рязанской области. Зелёный цвет — символ надежды, радости и изобилия.
Дуб — символ силы, мощи, долговечности, воинской доблести.
Чёрные, украшенные золотом, ножны и серебряный меч накрест в совокупности напоминают об историческом сражении на территории района, когда в 1365 году князья Олег Иванович Рязанский, Владимир Ярославович Пронский и Тит Карачевский под «шишевским лесом» разбили войско ордынского хана Тагая.
Вырастающие из-за щитка золотые колосья говорят о современной сельскохозяйственной направленности экономики района.
Чёрный цвет — символ благоразумия, мудрости, постоянства в испытаниях и смирения.
Белый цвет (серебро) — символ чистоты, невинности, правдивости и благородства.

## См. также

Флаги муниципальных образований Путятинского муниципального района
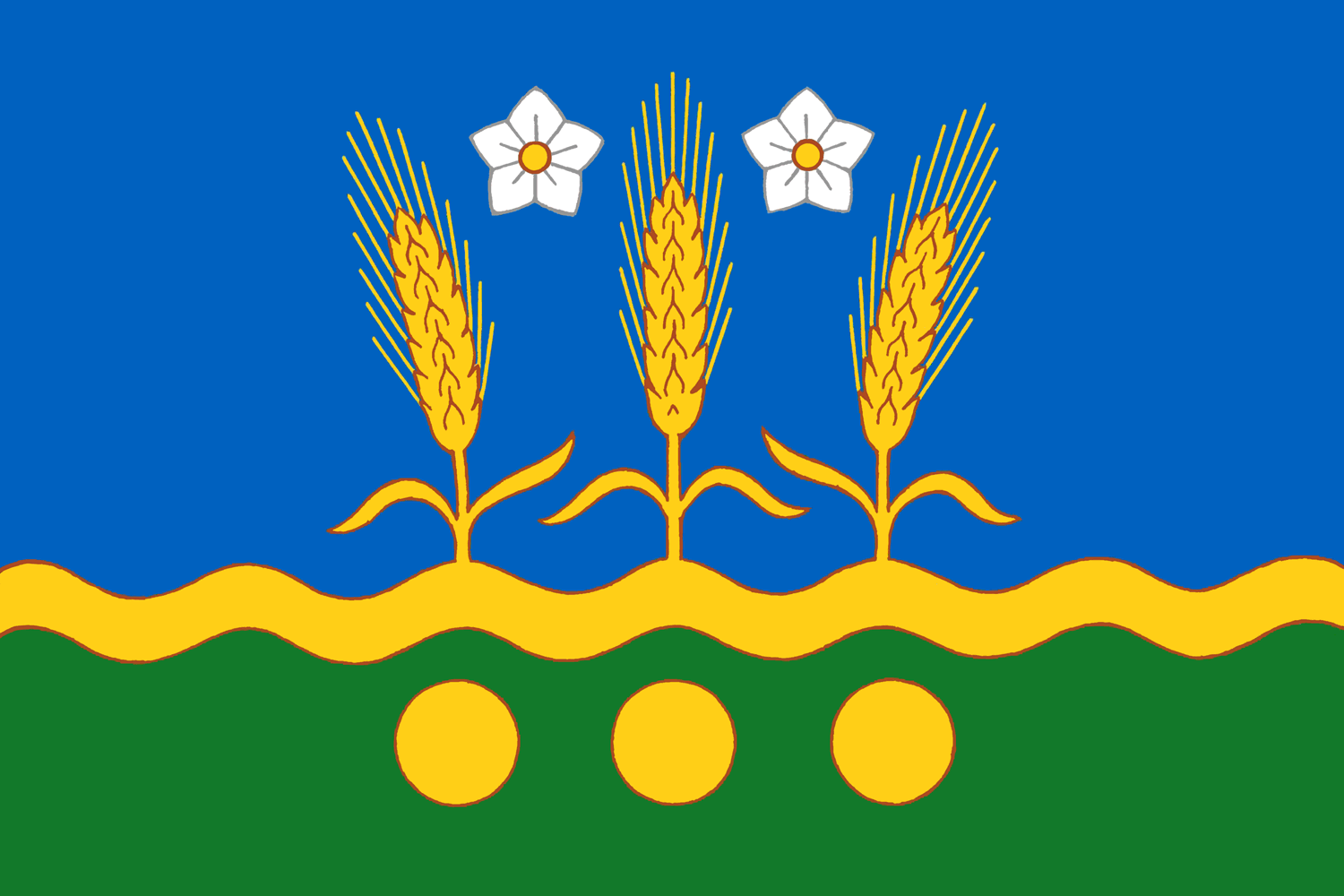
Флаг Песочинского сельского поселения
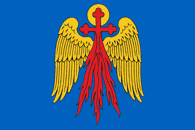
Флаг Путятинского сельского поселения
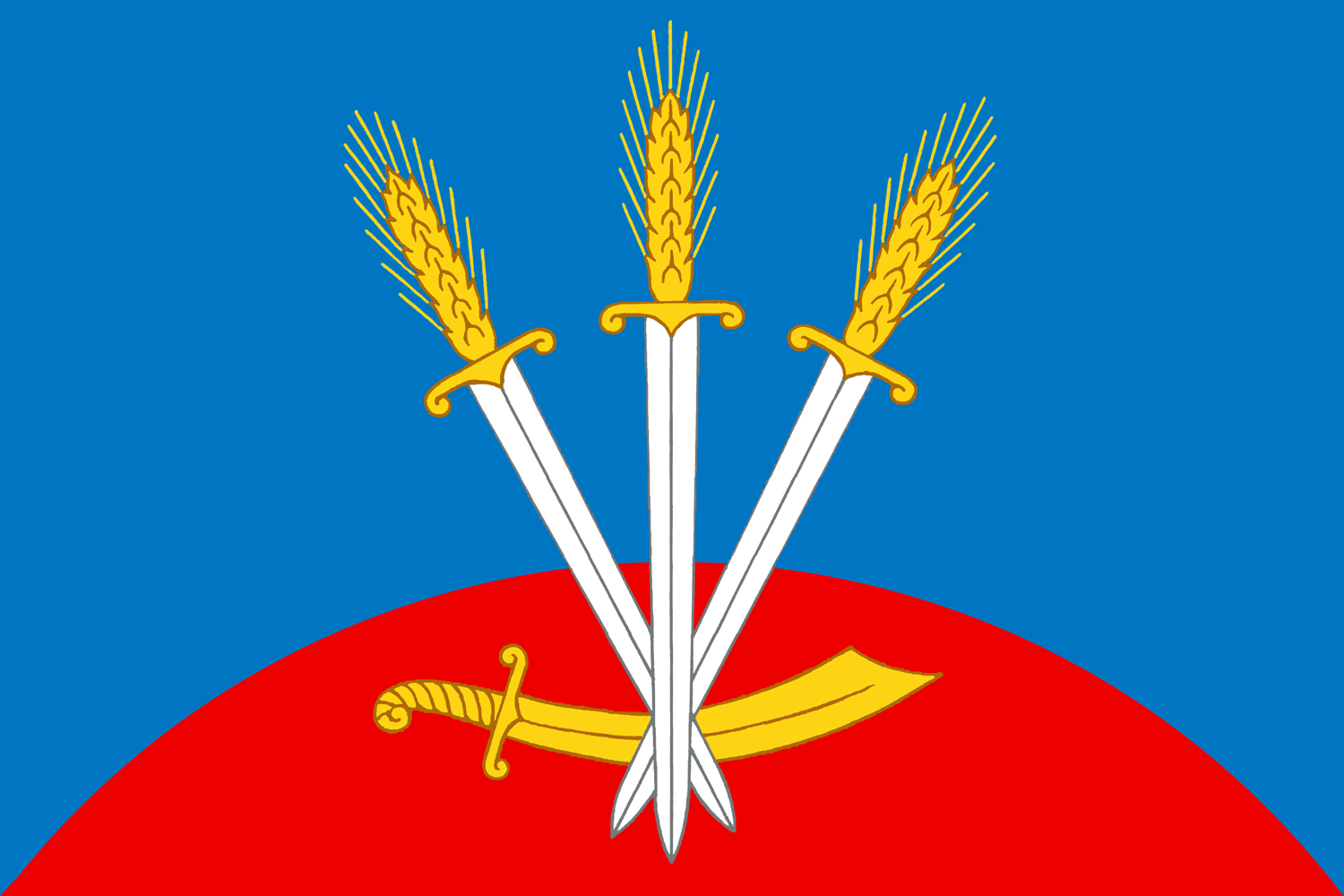
Флаг Строевского сельского поселения